# Joshua Grothe

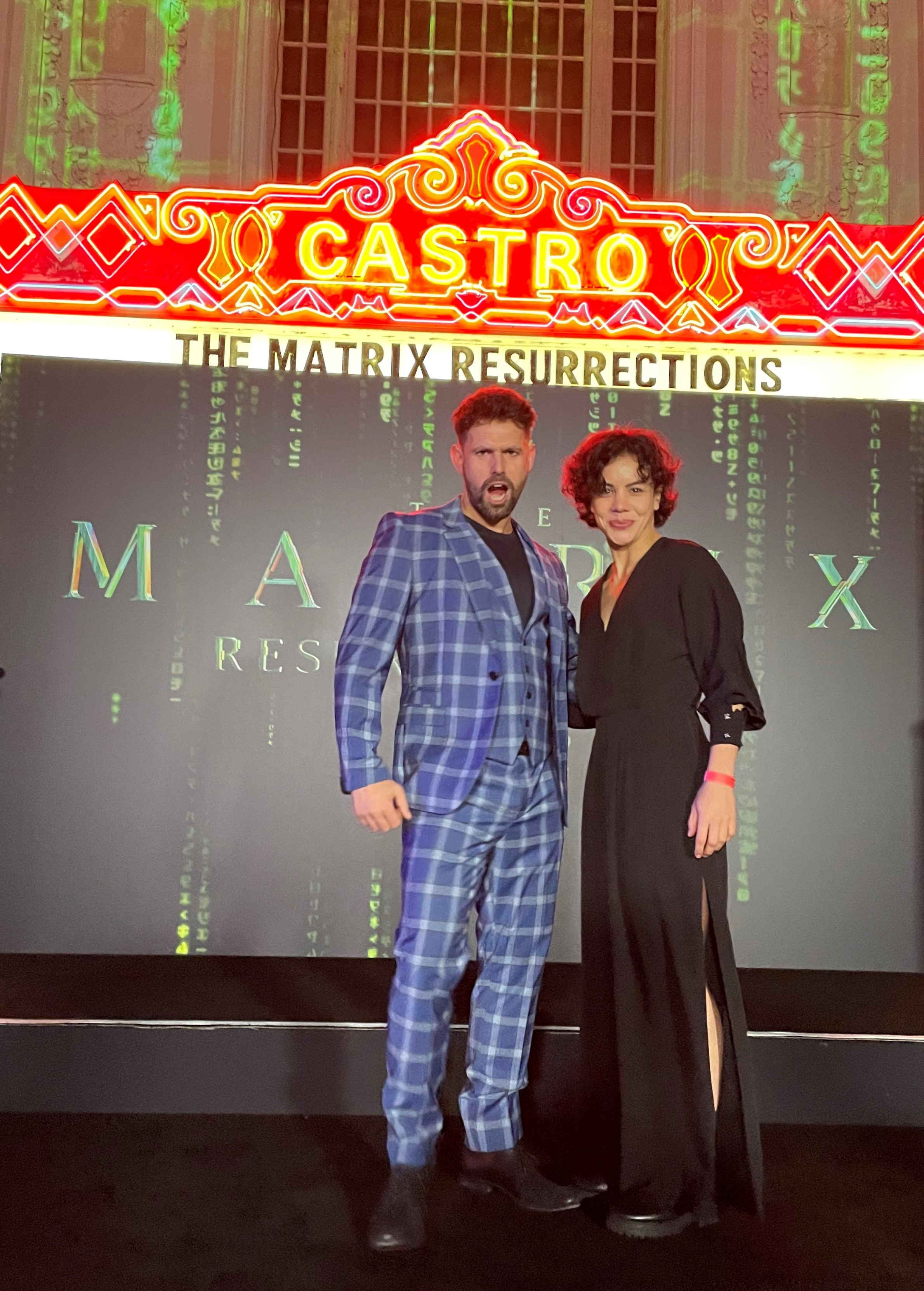
Joshua Grothe mit Jade-Eleena Dregorius bei der Matrix4-Premiere, 2021

Joshua Grothe (* 2. Oktober 1987 in Berlin) ist ein deutscher Schauspieler und Action Director.

## Leben und Karriere
Grothe wuchs bei seinem alleinerziehenden Vater in einer Schmiede auf dem Land auf und besuchte eine Montessori-Schule in der Nähe von Berlin, wo er in der Theatergruppe mitwirkte. Mit 16 Jahren zog er nach Berlin-Friedrichshain. Sein Fachabitur machte er im  Schwerpunktbereich Sozialwesen. Er absolvierte er ein Freiwilliges Soziales Jahr, wobei er mit Kindern und Behinderten arbeitete.
Seine Schauspielausbildung erfolgte in Berlin in der Meisner-Technik sowie weiterführender Schauspielunterricht bei Eric Morris und am Larry Moss Studio in Los Angeles. Seine erste Theaterrolle spielte er 2009 beim Berliner Off-Theater „Theater Reißverschluss“ im Theaterhaus Mitte als Ferdinando in der Komödie Aufbruch zur Sommerfrische von Carlo Goldoni.  2010 trat er in den Kammerspielen des Deutschen Theaters in Berlin in einer Inszenierung von Frank Wedekinds Frühlings Erwachen in einer Inszenierung des „Jungen DT“ auf. In der Produktion von Regisseur Marc Prätsch mit Laiendarstellern zwischen 15 und 25 Jahren, die aus über 300 Bewerbern ausgesucht worden waren, stellte Grothe das Model Heidi Klum als langbeinige Blondine dar.
Seit 2010 wirkt er als Schauspieler in deutschen TV-Produktionen und internationalen Filmprojekten mit. Grothe lebt in Berlin.

### Kino
Von November 2013 bis Januar 2014 drehte Grothe in St. Petersburg und Umgebung unter der Regie von Kirill Belevich den russischen TV-Mehrteiler mit dem internationalen Verleihtitel The Old Gun. Grothe verkörperte darin neben Thure Riefenstein, Fitz van Thom, Bastian Sierich und Julian Mau den deutschen SS-Offizier Konrad, eine der fünf deutschsprachigen Hauptrollen des Films.
2015 spielte er in der Action-Comedy Noah unter der Regie von Daniel Rübesam die Hauptrolle. 2016 stellte Grothe in der Polen gedrehten, internationalen Produktion Titanium White einen Geheimagenten dar. 2017 folgte die Hauptrolle als Matt in Rübesams Action-Horror-Film Pandora, der auf dem Atlanta Shortfest 2018 den Preis als „Best Action Short“ gewann. Zusammen mit Alexander Petrow und Vinzenz Kiefer spielte Grothe in der internationalen Kino-Produktion T34 (2018) die Rolle des Adjutanten Thielicke.
In dem internationalen Actioncrime-Thriller Gunpowder Milkshake (2021) über drei Frauen als kaltblütige Killerinnen war Grothe als blutrünstiger Vampir, der die Tochter des Hauptcharakters Sam kidnappt, und am Ende durch eine Explosion einen blutigen Tod erleiden muss, zu sehen. In Lana Wachowskis Matrix-Fortsetzung Matrix Resurrections (2021) spielte Grothe an der Seite von Keanu Reeves den Sidekick von Max Riemelt, einen animierten Ektomorph namens FunktIøn, der Mensch sein will.

### Fernsehen
Nach ersten Episodenrollen in verschiedenen Fernsehserien war er in dem Inga-Lindström-Fernsehfilm Gretas Hochzeit (2016) in einer größeren Nebenrolle als Bruder der Braut zu sehen. 2018 übernahm er an der Seite von Pegah Ferydoni in der Pro7-TV-Komödie Kinderüberraschung die Rolle des Taxifahrers Sascha. In dem Filmdrama Eine fremde Tochter (2019) stellte er unter der Regie von Stefan Krohmer in einer kontroversen Rolle den vermeintlich pädophilen Trainer Tino dar.
In der 5. Staffel der ZDF-Serie Dr. Klein (2019) übernahm Grothe als Wirtschaftsprüfer Chris Brandt und späterer Lover des Gastronomen Patrick Keller (Leander Lichti) eine durchgehende Serienrolle. In der von der NBC produzierten Science-Fiction-Serie Spides (2020) verkörperte er durchgehend in drei Episoden, neben Florence Kasumba und Falk Hentschel, den Policeofficer Berg, der durch den Einfluss der titelgebenden fiktiven Droge Spide seine Menschlichkeit verliert.
In der 14. Staffel der TV-Serie Der Bergdoktor (2021) spielte Grothe an der Seite von Jeanne Goursaud in einer dramatischen Episodenhauptrolle den heimatverbundenen Jan Behringer, dessen Freundin an der unheilbaren Erbkrankheit Chorea Huntington leidet. In der Rosamunde Pilcher-Verfilmung Der Stoff, aus dem die Träume sind (2021) verkörperte Grothe den draufgängerischen Stoffgroßhändler Oliver Wilson, den „Jugendschwarm“ der weiblichen Hauptfigur Lilly (Sarah Hannemann). In der ZDF-Reihe Das Traumschiff war er in der Weihnachtsfolge 2021 als Umwelt- und „Baumaktivist“ Anton Straubinger, der sich in eine junge schwedische Holzwirtin verliebt, an der Seite von Barbara Prakopenka zu sehen. In der Gardasee-Episode aus der ZDF-Reihe Ein Sommer in ... (2022) verkörperte er eine der drei Hauptrollen, den Gleitschirmlehrer Lukas. In der ZDFneo-Sitcom Vierwändeplus (2022) stellte er in einer Episodenhauptrolle den Schlosser Matteo dar.

### Action Director
Sein erstes Projekt als Action Director realisierte Grothe 2015 in der Action-Comedy Noah mit Marian Meder unter der Regie von Daniel Rübesam. 2016 schuf er in Zusammenarbeit mit dem Regisseur Gore Verbinski das komplette Fight-Design für den Fantasy-Film A Cure for Wellness.
Von 2015 bis 2018 engagierten Lana Wachowski und Tom Tykwer ihn als Fight Director für die Netflix-Produktion Sense8. Weiterhin arbeitete er 2019 mit dem Regisseur Baran bo Odar als Fight-Choreograph für die 2. Staffel der deutschen Netflix-Serie Dark.
Bei der Romanverfilmung Ein nasser Hund (2021) war Grothe für die Choreografie der Kampfszenen verantwortlich. Die mit über 20 Darstellern am Kottbusser Tor in Berlin gedrehte Actionszene, bei der sich die Gang aus dem Wedding mit ihren Kreuzberger Rivalen prügelt, wurde von der Filmkritik als „eine der besten Actionszenen des Kinojahres“ bezeichnet. Bei Matrix Resurrections (2021) wirkte Grothe in San Francisco und Berlin als Fight-Choreograph/-Director mit.

## Filmografie (Auswahl)
- 2009: Pandorum (Pandorum) (Stunt-Double)
- 2010: Zeiten ändern dich (Stunts)
- 2010: Der Ghostwriter (The Ghost Writer) (Stunt-Double)
- 2010: Hanni & Nanni (Stunt-Double)
- 2010: Der Mann der über Autos sprang (Stunt-Double)
- 2011: Unknown Identity (Unknown) (Stunt Performer)
- 2011: Die drei Musketiere (The Three Musketeers) (Stunt-Double)
- 2012: Cloud Atlas (Stunt-Koordinator)
- 2012: Heiter bis tödlich: Nordisch herb (Fernsehserie, Folge: Alles nur aus Liebe)
- 2012: Mutter (Kurzspielfilm)
- 2013: Helden des Alltags (Fernsehfilm, Pilot)
- 2013: Gute Zeiten, schlechte Zeiten (Fernsehserie, Seriennebenrolle)
- 2013: Christine. Perfekt war gestern! (Fernsehserie, Folge: Die neue Christine)
- 2014: Gartenfeind (Kurzfilm)
- 2014: Monuments Men – Ungewöhnliche Helden (The Monuments Men) (Stunts)
- 2014: Der Kriminalist (Fernsehserie, Folge: Ums Leben betrogen)
- 2015: Sense8 (Fernsehserie, Kampf-Choreograf)
- 2015: Hitman: Agent 47 (Hitman: Agent 47) (Stunts)
- 2016: Inga Lindström: Gretas Hochzeit (Fernsehreihe)
- 2016: SOKO Wismar (Fernsehserie, Folge: Zusammen ist man weniger allein)
- 2018: In aller Freundschaft (Fernsehserie, Folge: Zukunftsklänge)
- 2018: Herzkino.Märchen: Schneeweißchen und Rosenrot (Fernsehreihe)
- 2018: T-34
- 2019: Sarah Kohr – Das verschwundene Mädchen (Fernsehreihe)
- 2019: Dr. Klein (Fernsehserie, Seriennebenrolle)
- 2019: SOKO Stuttgart (Fernsehserie, Folge: Zeitenwende)
- 2019: SOKO Wismar (Fernsehserie, Folge: Girls' Night)
- 2019: Eine fremde Tochter
- 2020: Familie Dr. Kleist (Fernsehserie, Folge: Hilfe! )
- 2020: Spides (Fernsehserie, drei Folgen)
- 2021: Der Bergdoktor (Fernsehserie, Folge: Bis nichts mehr bleibt)
- 2021: Rosamunde Pilcher – Der Stoff, aus dem die Träume sind (Fernsehreihe)
- 2021: Das Traumschiff: Schweden (Fernsehreihe)
- 2021: Matrix Resurrections (The Matrix Ressurections)
- 2022: SOKO Stuttgart (Fernsehserie, Folge: Krankes System)
- 2022: Ein Sommer am Gardasee (Fernsehreihe)
- 2022: Notruf Hafenkante (Fernsehserie, Folge: Mein Baby gehört zu mir)
- 2022: Vierwändeplus (Fernsehserie, Folge: Martin, gib den Löffel ab)
- 2023: SOKO Potsdam (Fernsehserie, Folge: Hinter der Fassade)
- 2025: Bettys Diagnose (Fernsehserie, Folge: Achterbahn)